# Laterality
Laterality – recenzowane czasopismo naukowe, publikujące prace podejmujące wszystkie aspekty lateralizacji u człowieka i zwierząt. Czasopismo jest indeksowane m.in. przez EMBASE/Excerpta Medica, MEDLINE, PsycINFO, SCOPUS. Jego impact factor w 2012 roku wynosi 1,135.